# Dypsis interrupta
Dypsis interrupta – gatunek palmy z rzędu arekowców (Arecales). Występuje endemicznie na Madagaskarze, w prowincjach Fianarantsoa.
Rośnie w bioklimacie wilgotnym. Występuje na wysokości do 500–1000 m n.p.m.